# Hollandveen Laagpakket
Het Hollandveen Laagpakket is een laagpakket in de Nederlandse ondergrond, dat het grootste gedeelte van het veen aan het oppervlak in de provincies Noord-Holland, Utrecht en Zuid-Holland bevat. Het bestaat uit laagveen, zoals bosveen en rietveen, en verdronken hoogveen, voornamelijk mosveen. Het wordt alleen onderscheiden waar de Nieuwkoop Formatie vertand voorkomt met de Naaldwijk Formatie. Het is vooral gevormd in het Midden- en Laat-Subboreaal. Er bestond toen langs de kust een relatief brede strandwal waarachter de lagune kon verzoeten door rivier- en regenwater. Dit maakte verlanding mogelijk waarbij lagunes en binnenwater dichtgroeiden met moerasplanten. De resten van deze planten vormden een dikke veenlaag. Het veen breidde zich zo uit van het rivierengebied tot aan de strandwallen.
Een veel zeldzamer tweede type veen, dat ouder is dan het Hollandveen, is Basisveen Laag. Beide types werden vroeger ingedeeld bij de Westland Formatie. Tegenwoordig worden het Hollandveen Laagpakket en Basisveen Laag gerekend tot de Nieuwkoop Formatie.
Het Hollandveen komt in delen van de genoemde provincies aan het oppervlak. Op andere plaatsen lag het vroeger aan het oppervlak, maar is het tot op de onderliggende zeeklei afgegraven voor turfwinning. Door het afgraven ontstonden grote stukken open water, zoals de Loosdrechtse Plassen en de Reeuwijkse Plassen.